# 刘桢
劉楨（2世纪—217年），字公幹，東平郡寧陽縣（今屬山東）人。東漢時期文學家。建安七子之一。

## 生平
建安年間，劉楨被曹操召為丞相掾屬。與曹丕兄弟頗有往來。後劉楨因在席上“平视”曹丕妻子甄氏，曹操以不敬之罪勞役，後又免罪署為小吏。
詩作傳世不多，今存詩十五首，《贈從弟》三首為代表作。建安二十二年（217年），瘟疫流行，與陳琳、徐幹、應瑒等人同染疫疾而亡。傳世有《劉公幹集》。

## 逸闻
据《三国志·方技传》〈周宣〉载：後東平劉楨夢蛇生四足，穴居門中，使宣占之，宣曰：「此為國夢，非君家之事也。當殺女子而作賊者。」頃之，女賊鄭、姜遂俱夷討，以蛇女子之祥，足非蛇之所宜故也。

## 家庭
- 父：刘梁，梁孝王刘武的后裔，少孤贫，性耿介，有清才，卖书自给。[1]，桓帝时举孝廉，历官至尚书郎，以文学见贵，终於野王令，一生不苟合流俗，曾“疾世多利交，以邪曲相竞”，著《破群论》、《辩和同之论》等。於《後漢書·文苑列傳》有傳。
- 母：京兆尹王章之玄孙女，琴棋书画，诗辞歌赋无所不通。她年轻居寡，把希望寄托在儿子及众侄身上。刘桢在母亲的劝诫、督导与身教下，从小铸就了勤学好问、百折不挠的性格。[來源請求]

## 评价
- 刘桢是“建安七子”的重要成员和“建安文学”的代表作家之一，被誉为“文章之圣”。然而学术界对他的研究似乎略显薄弱，且存在一些不甚合理的地方。基于刘桢现存无多的作品，分析其诗歌中包含的格调高峻、情采丰赡、意境凄清三方面的艺术特征。
- 曹丕稱讚他“其五言詩之善者，妙絕時人”（《又與吳質書》），平易通俗，長於比興。
- 劉楨創作的弱點是辭藻不夠豐富，所以鍾嶸在《詩品》說他“氣過其文，雕潤恨少。然自陈思以下，桢称独步。” “仗气爱奇，动多振绝。贞骨凌霜，高风跨俗。”（《诗品》上）。
- 鱼豢《典略》：“太子尝请诸文学，酒酣坐欢，命夫人甄氏出拜，坐中众人咸伏，而桢独平视。太祖闻之，及收桢入狱。”

## 藝術形象

### 影視
- 1975年電視劇《洛神》：吳敏佳
- 2017年电视剧《大军师司马懿之军师联盟》：任宇

## 延伸阅读
[在维基数据编辑]
 在维基文库阅读此作者作品
 《後漢書·卷80下》，出自范晔《後漢書》

## 註解
1. 1 2  《后汉书》文苑列传第七十下：刘梁字曼山，一名岑，东平宁阳人也。梁宗室子孙，而少孤贫，卖书于市以自资。
2. ↑  《三国志》裴注所引：太子尝请诸文学，酒酣坐欢，命夫人甄氏出拜。坐中众人咸伏，而桢独平视。太祖闻之，乃收桢，减死输作。